# Isabel Córdova Rosas
Isabel Graciela Córdova Rosas (Huancayo, Junín, 1950) es una escritora peruana que se destaca principalmente en la literatura infantil, considerada como una de las escritoras más traducidas de la literatura peruana.

## Biografía
Nació en 1950, en Huancayo. Su padre era veterinario y su madre profesora. Estudió en el colegio María Auxiliadora y ya desde su infancia se interesó en la literatura por influencia de su madre, quien la introdujo en el mundo de la lectura.  
Cuando tenía 10 años, su madre la llevó a una conferencia en Lima del escritor peruano José María Arguedas para que les firmara el libro que habían leído juntas, Yawar Fiesta. Aquel día en la conferencia fue el punto de inflexión para Córdova cuando lo escuchó decir unas palabras que le harían inclinarse a la lectura para siempre: «No se olviden que un hombre y una mujer cuando niños y niñas han de inclinarse a los libros, para cuando adultos, no se arrodillen ante los hombres».
Su interés por la escritura empezó desde los 6 años, edad en que comenzó a escribir cuentos para niños que después se los relataba a su pequeña hermana y primas. 
Estudió su licenciatura en la Universidad Continental y en la Universidad Nacional del Centro del Perú en Huancayo. En 1986 emigró a España, país al que llegó becada por el Instituto de Cooperación Iberoamericana y estudió los doctorados de Filología Hispánica y Antropología Social e Historia de América en la Universidad Complutense de Madrid.  
Más tarde se casó con el escritor peruano Carlos Villanes Cairo, y de su matrimonio tuvieron tres hijos.
También es crítica literaria y periodista, y por varios años dirigió la revista El correo de América.
En 2017, fue reconocida como Personalidad Meritoria de la Cultura del Perú por el Ministerio de Cultura en el marco del Día de la Bibliodiversidad.

## Obras
Ha publicado más de 30 libros, la mayoría novelas infantiles, todas ambientadas en Perú y varias con buen recibimiento. Entre sus obras se destacan Pirulí, que ha sido traducida a varios idiomas incluyendo el griego y coreano; Nueva narrativa de Junín, Literatura oral andina para niños y Tinco y Gabi en el Amazonas, etc. Ha publicado también novelas para adultos como  Gritos en silencio que ha sido traducida al alemán y otros idiomas.

## Premios y honores
- 1976: Mejor escritora del año de la III Región de Educación por Narrativa de Junín.[4]
- 1990: Su libro Pablo Neruda para niños fue seleccionado por el Banco del libro de Venezuela como uno de los mejores libros para niños publicados en español.[2][4][6]
- Finalista del Premio Edebé de literatura infantil y juvenil con el libro Zoo de verano.[4]
- Premio del Ayuntamiento Ciudad de Huancayo por el estudio Los dioses tutelares de los Wankas y por el libro Narrativa de Junín, que es considerado un trabajo notable para la literatura juvenil e infantil de Perú.[6]
- Premio al fomento cultural por Literatura oral andina para niños.[6][4]
- 2011: Fue nombrada Hija ilustre de Huancayo por la Municipalidad Provincial de Huancayo.[2][4]
- 2017: Personalidad meritoria de la cultura otorgado por el Ministerio de Cultura del Perú.[1]
- 2020: Premio Heroínas Toledo por su contribución al desarrollo de la provincia de Huancayo.[7]